# (2824) Franke
(2824) Franke est un astéroïde de la ceinture principale découvert le 4 février 1934 par l'astronome allemand Karl Wilhelm Reinmuth. Le lieu de découverte est Heidelberg (024). Sa désignation provisoire était 1934 CZ.
Sa distance minimale d'intersection de l'orbite terrestre est de 0,852500 ua.